# Nuliarfik
Nuliarfik [nuliˈɑfːik] (nach alter Rechtschreibung Nuliarfik) ist eine wüst gefallene grönländische Siedlung im Distrikt Uummannaq in der Avannaata Kommunia.

## Lage
Nuliarfik liegt am östlichen Ende der Insel Karrat in der Mündung des Fjords Kangilleq. Zwölf Kilometer westlich befindet sich Nuugaatsiaq.

## Geschichte
Nuliarfik wurde vermutlich Ende des 19. Jahrhunderts besiedelt. 1905 lebten 44 Menschen in Nuliarfik. 1911 wurde der Ort Teil der Gemeinde Illorsuit. 1915 hatte der Ort 82 Einwohner. In Nuliarfik befanden sich neun Wohnhäuser und ein Schulgebäude von 1914, das 23 m² groß und wie ein Grönländerhaus gebaut war. Es gab 21 Jäger und zwei Fischer und einer der Jäger leitete den Schulunterricht. 1925 wurde Nuliarfik in die Gemeinde Nuugaatsiaq ausgegliedert. 1930 hatte Nuliarfik 80 Einwohner. Danach ging die Einwohnerzahl stark zurück. In der ersten Hälfte der 1940er Jahre lebten nur noch 39 bis 56 Personen im Ort und 1945 verließen die letzten 43 Bewohner den Wohnplatz.